# Ferreiros (Pernambuco)
Ferreiros is een gemeente in de Braziliaanse deelstaat Pernambuco. De gemeente telt 11.456 inwoners (schatting 2009).
De gemeente grenst aan Timbaúba, Camutanga, Itambé en Aliança.